# Szenice
Szenice (szlovákul: Senica, németül: Senitz) város Szlovákiában, a Nagyszombati kerület Szenicei járásának székhelye.

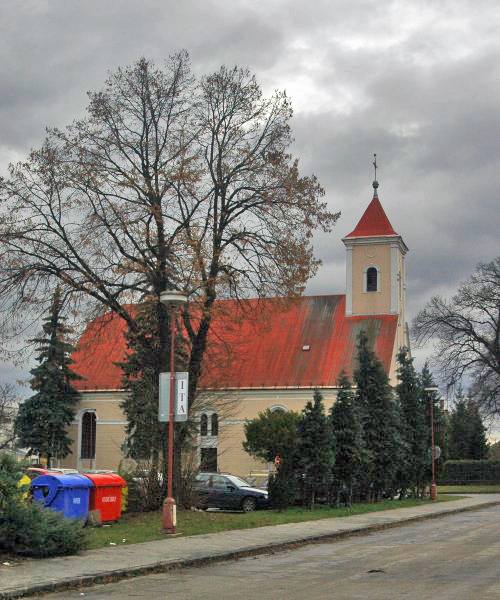
Az evangélikus templom

## Fekvése
Nagyszombattól 38 km-re északnyugatra fekszik, itt vezet át a Nagyszombatból Prágába menő főútvonal. Csácsó, Kunó és Szotinafalva tartozik hozzá.

## Története
2012 elején a Párovce nevű részen a pozsonyi régészeti tanszék egy késő neolitikumi-kora eneolitikumi, egy lausitzi, illetve egy 10-11. századi teleprészt, valamint 14 úněticei kultúrához tartozó sírt tárt fel.
Az Erdőhát vidékét elfoglaló magyarok erre az erdőkkel sűrűn borított területre határőrző népeket telepítettek és a mai Szenicétől dél-délnyugatra erősségeket építettek. A korai határvédő várak e láncolatába tartozott Korlátkő, Éleskő és Detrekő vára. Később ezt a határőrvidéket észak felé a magyar királyok még inkább kiterjesztették. Ebbe az övezetbe tartozott a mai Szenice környéke, mely a holicsi ispánsághoz tartozott.
A 13. században felépült Berencs vára és Szenica a berencsi váruradalom része lett. A település első írásos említése 1217-ben "Scynte" alakban a galgóczi vár birtokaként történt. 1256-ban IV. Béla király oklevelében említik. Első ismert birtokosa az Aba nemzetség volt. Egykori várát is az Aba nembeli Aba fia Aba építtette. A várat 1302-ben Vencel cseh király megostromolta, valószínűleg ekkor pusztult el. A 14. század elején ez is Csák Máté birtoka lett, aki 1315-ben visszaverte Luxemburgi János cseh király támadását, azonban halála után birtokaival együtt Károly Róbert magyar királyé lett. 1394-ben Luxemburgi Zsigmond a berencsi váruradalmat hívének, Stiborics Stíbornak adta. Ez a lengyel származású nemes ekkor lett a Felvidék nyugati részének legnagyobb birtokosa. 1396-ban Szenice mezővárosi rangot és kiváltságokat kapott. Zsigmond király 1419-ben kiadott oklevele a városnak éves vásártartási jogot adott és lakóit felszabadította a vám és harmincad fizetési kötelezettség alól. Ezen kiváltságokat Mátyás király 1464-ben és II. Ulászló 1493-ban kelt oklevele is megerősítette. A kiváltságok elősegítették a város gazdasági önállóságát és fellendülését, melyet az is növelt, hogy erre vezetett át a Brünnbe és Prágába menő kereskedelmi út.
A 16. század elején az uradalom a Nyáry családé lett. Nyáry Ferenc 1551-ben kelt végrendeletében Szenicét is megemlíti. A város kulturális életét abban az időben a templom és az iskola jelentette. 1560-ban a korabeli feljegyzések szerint még a katolikus szertartás szerint tartották az istentiszteleteket, 1570 körül azonban a Nyáry család áttért a református hitre és az új hitet az egész uradalomban, így Szenicén is elterjesztette. A reformátusok 1631-ben a régi templom helyén újat építettek, mely azonban az ellenreformáció hatására 1654-ben a katolikusoké lett. A 18. század elején számos zsidó család telepedett le a városban, főképpen a Nyáry, a Hofeczky, a Benyovszky és a Demkovics családok birtokain. 1784-ben felépítették iskolájukat is, majd újabb elemi iskolájuk 1846-ban nyílott. Zsinagógájuk 1866-ra épült fel. A 18. században fejlődésnek indult az ipar is, ruhagyár, sörfőzde és szeszgyár épült.

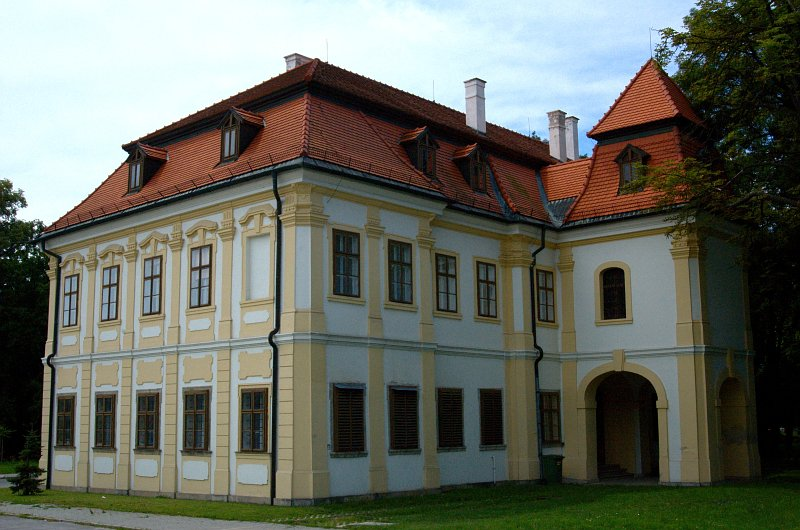
A kastély

Nyitra vármegye monográfiája így ír a településről: „Szenicz nagyközség, a Kis-Kárpátokban, Pozsonyvármegye határán. Lakosainak száma 2922, kik közül 380 magyar, 476 német, 2050 tót; vallásra nézve 1172 r. kath., 1231 ág. ev., 801 izraelita. Postája, táviró-hivatala van. A legutóbb megnyilt magyar északnyugoti vasutak kutti–nagy-szombati vonalának egyik állomása. Szenicz régi város. 1217-ben „Scynte” név alatt mint a galgóczi vár birtoka szerepelt még; később azonban különböző kiváltságokban részesült. Az ide vonatkozó okleveleket, melyek Stibor vajdától, Ulászlótól, Ferdinándtól és Mária Teréziától származnak, a községházán őrzik. Szenicz egyike a megye legélénkebb forgalmu városainak. A község képe is jó benyomást tesz az idegenre. Hosszú főutczáján, melynek közepén régi temploma áll, csinos, modern épületek váltják fel egymást, sőt itt-ott nagyobb szabásu épületek is láthatók. Ezek közé tartozik báró Schmertzing István régi emeletes kastélya, melyet gróf Amadé Tadé építtetett, továbbá Kuffner Károly kétemeletes kastélya, Kálmán Imréné emeletes kastélya, melyet Havor spanyol tábornok építtetett és amely a gróf Nyáry család útján került a jelenlegi tulajdonos birtokába, továbbá Vagyon István földszíntes kuriája és parkkal körülvett, várszerüen épített szép nyaralója; az előbbit a gróf Nyáry-család építtette a múlt században, az utóbbit Vagyon István a nyolczvanas években. Vagyon István lakóhelyiségeit a Marczibányi-féle gyüjteményből származó számos nagybecsü márvány és bronz reliefek és antik római bronz szoborművek díszitik. Végre a Grünfeld Fülöp tulajdonát képező urilak, melyet a báró Jesznák család építtetett. R. kath. temploma 1631-ben épült. Kegyurai Vagyon István és Kuffner Károly. Ág. ev. temploma 1783-ban, az izraeliták díszes imaháza pedig 1866-ban épült. Iskolái úgy külsőleg, mint berendezésüknél fogva mintaszerüek. Ugy az állami polgári fiu- és leányiskola, az állami elemi iskola, a r. kath. elemi iskola, az ág. ev. és az izr. elemi iskolák, mint a F. M. K. E. által fenntartott óvó, mind kifogástalan és külsőleg is csinos épületekben vannak elhelyezve. A község társadalmi életének élénkségét az itt fennálló különféle egyletek bizonyítják; ezek közé tartozik: a magyar társaskör, a polgári kör, a jótékony nőegylet, a daloskör, a temetkezési egylet és az önkéntes tűzoltó-egylet, míg a takarékpénztár-egylet, az önsegélyző-egylet, az itt fennálló maláta- és a czukorkagyár élénk ipari és kereskedelmi forgalmáról tanúskodnak. Lakosai közt azelőtt nagyon sokan posztókészitéssel foglalkoztak; az ez iparágnál mutatkozó mostoha viszonyok következtében azonban ezt az iparágat ma már csak összesen hárman űzik. Viszontagságokban nem egyszer volt része a városnak. 1672-ben vízáradás okozott nagy kárt a lakosok vagyonában, sőt emberek is estek áldozatául. 1866-ban Szeniczen az osztrák-magyar és a porosz csapatok közt utczai harcz is volt.”
Trianon előtt Nyitra vármegye Szenicei járásának székhelye volt.

## Népessége
| Év:            | 1994.  | 2004.   | 2014.   | 2024.   |
| -------------- | ------ | ------- | ------- | ------- |
| Emberek száma: | 21 038 | 21 028  | 20 352  | 19 137  |
| Eltérés:       |        | -0,04 % | -3,21 % | -5,96 % |

| Év:            | 2023.  | 2024.   |
| -------------- | ------ | ------- |
| Emberek száma: | 19 280 | 19 137  |
| Eltérés:       |        | -0,74 % |

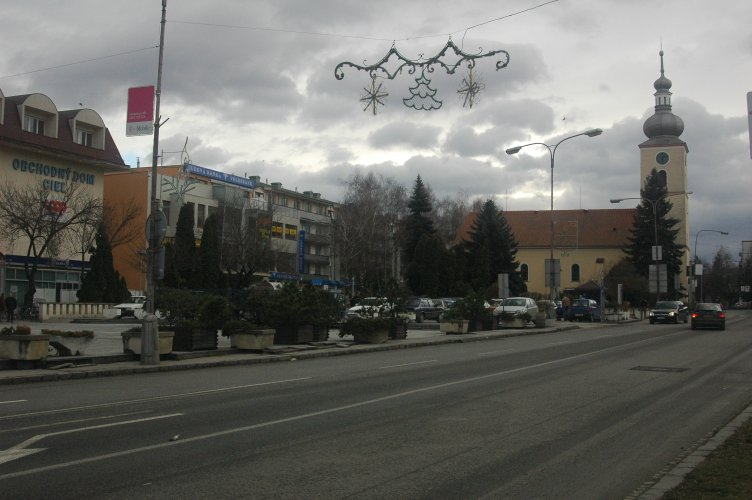
Szenice, Szabadság tér

1880-ban 2886 lakosából 198 magyar, 610 német és 1973 szlovák anyanyelvű volt.
1890-ben 2922 lakosából 380 magyar, 476 német és 2050 szlovák anyanyelvű volt. Ebből 1172 római katolikus, 1231 evangélikus, 501 izraelita, 4 görög katolikus és 14 református vallású volt.
1900-ban 3064 lakosából 572 magyar, 396 német és 2070 szlovák anyanyelvű volt.
1910-ben 2849 lakosából 1922 szlovák, 624 magyar és 284 német anyanyelvű volt. Ebből 1272 római katolikus, 1141 evangélikus, 425 izraelita, 4 görög katolikus és 6 református vallású volt.
1921-ben 2685 lakosából 24 német, 47 magyar, 325 zsidó, 2259 csehszlovák és 26 állampolgárság nélküli volt.
1930-ban 3195 lakosából 8 magyar, 32 zsidó, 38 német, 3075 csehszlovák és 38 állampolgárság nélküli volt. Ebből 1646 római katolikus, 1116 evangélikus, 367 izraelita, 5 görög katolikus, 3 református és 58 egyéb vallású volt. Szotinafalván 757 csehszlovák és 2 magyar élt.
1970-ben 9716 lakosából 4 német, 12 magyar, 243 cseh és 9437 szlovák volt. Csácsón 1150 szlovák és 6 magyar, Kunón 504 szlovák élt.
1980-ban 15 515 lakosából 19 magyar, 355 cseh és 15 019 szlovák volt.
1991-ben 20 085 lakosából 33-33 magyar és morva, 95 cigány, 391 cseh és 19 488 szlovák volt.
2001-ben 21 253 lakosából 16 ukrán, 30 magyar, 179 cigány, 332 cseh, 20 487 szlovák és 160 ismeretlen nemzetiségű volt.
2011-ben 20 255 lakosából 19 180 szlovák, 219 cseh, 51 cigány, 25 magyar, 10 német és 649 ismeretlen nemzetiségű volt.
2021-ben 19 875 lakosából 8 (+17) ruszin, 21 (+45) cigány, 23 (+15) magyar, 18 582 (+70) szlovák, 344 (+48) egyéb és 897 ismeretlen nemzetiségű volt.

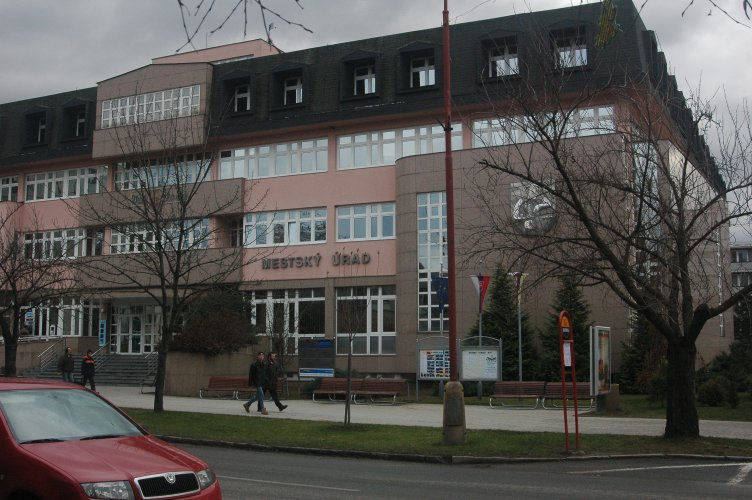
A városháza

## Nevezetességei
- Késő barokk kastélya Franz Anton Hillebrandt tervei szerint 1760-ban épült, az 1970-es években teljesen felújították. 1985 óta az Erdőháti Galéria található benne. Kis kápolnájában barokk freskók láthatók. Eredeti szép parkjának mára csak egy része maradt meg.
- Szűz Mária tiszteletére szentelt római katolikus templomát 1631-ben még református templomként építették, 17. századi reneszánsz freskók díszítik. A helyén állt egykor a korábbi gótikus templom. 1654-ben került vissza a katolikusok kezére. A második világháború alatt súlyos károkat szenvedett.
- Evangélikus temploma 1783-ban épült, de tornyot csak később építettek hozzá.
- A zsinagóga 1864 és 1866 között épült fel, jellegzetesek a zsidó temető barokk és empire stílusú síremlékei.
- Országos country és folkzenei fesztivál.

## Híres személyek
- Szotinafalván született 1794-ben Vietorisz József Nyitra vármegye alispánja, császári és királyi biztos
- Itt született 1808-ban Dualszky János kanonok és címzetes apát, helytörténetíró
- Itt született 1826-ban Viliam Pauliny-Tóth szlovák író
- Itt született 1837-ben Zelliger József tanár, pedagógiai író
- Szotinafalván született 1872-ben Pongrácz Károly festőművész
- Itt született 1883-ban Koronthály Jenő festőművész
- Itt született 1892. június 9-én Siménfalvy Sándor színművész
- Itt született 1893. július 30-án Rakovszky Tibor katolikus politikus, országgyűlési képviselő, Rakovszky Zsuzsa apja
- Itt született 1904-ben Ivan Horváth szlovák író
- Kunón született 1919-ben Jozef Bánsky író
- Itt hunyt el 1913-ban Cyril Gallay szlovák költő, műfordító és pedagógus